# Emma Döll
Emma Maria Döll, geborene Hohmann (* 3. März 1873 in Rastenburg, Ostpreußen; † 31. Oktober 1930 in Danzig) war eine deutsche Politikerin (USPD/KPD). Sie war Abgeordnete des Volkstages Danzig.

## Leben
Emma Hohmann, Tochter des Bahnbeamten Gottfried Hohmann, besuchte die Volksschule und Landwirtschaftsschule in Preußisch Holland. Sie lernte Köchin auf einem Militärgut und arbeitete mehrere Jahre als Hausangestellte auf größeren Gütern Ost- und Westpreußens.
Anfang des 20. Jahrhunderts lebte sie in Meiningen, wo sie den Schneider Eduard Döll (1873–1947) heiratete. 1906 zog das Paar nach Danzig. Emma Döll wurde dort Mitglied der SPD bei und wechselte 1918 zur USPD. Im Mai 1920 wurde sie bei der Wahl zur verfassungsgebenden Versammlung in Danzig 1920 als USPD-Abgeordnete in die Verfassunggebende Versammlung von Danzig gewählt und wurde im Dezember desselben Jahres Mitglied des Volkstags, zu dem sich die Verfassungsgebende Versammlung erklärt hatte. Ende 1920 kam sie mit dem linken Flügel der Danziger USPD zur KPD. Bei den Wahlen zum II. Volkstag am 18. November 1923 wurde sie wiedergewählt und gehörte dem Parlament bis zum Ende des Legislaturperiode im November 1927 an.